# بييفي دي تشنتو
بييفي دي تشنتو (بالإيطالية: Pieve di Cento)‏ هي بلدية في مقاطعة بولونيا في إقليم إميليا رومانيا الإيطالي.

## السكان
في سنة 1861 بلغ عدد السكان 4٬169 نسمة، وتطور العدد ليصل في سنة 2011 لـ 6٬895 نسمة.
يظهر هذا المخطط البياني تطور النمو السكاني لـ بييفي دي تشنتو

## أعلام
- إدغاردو فينتوري